# Franz Wild (Sänger)

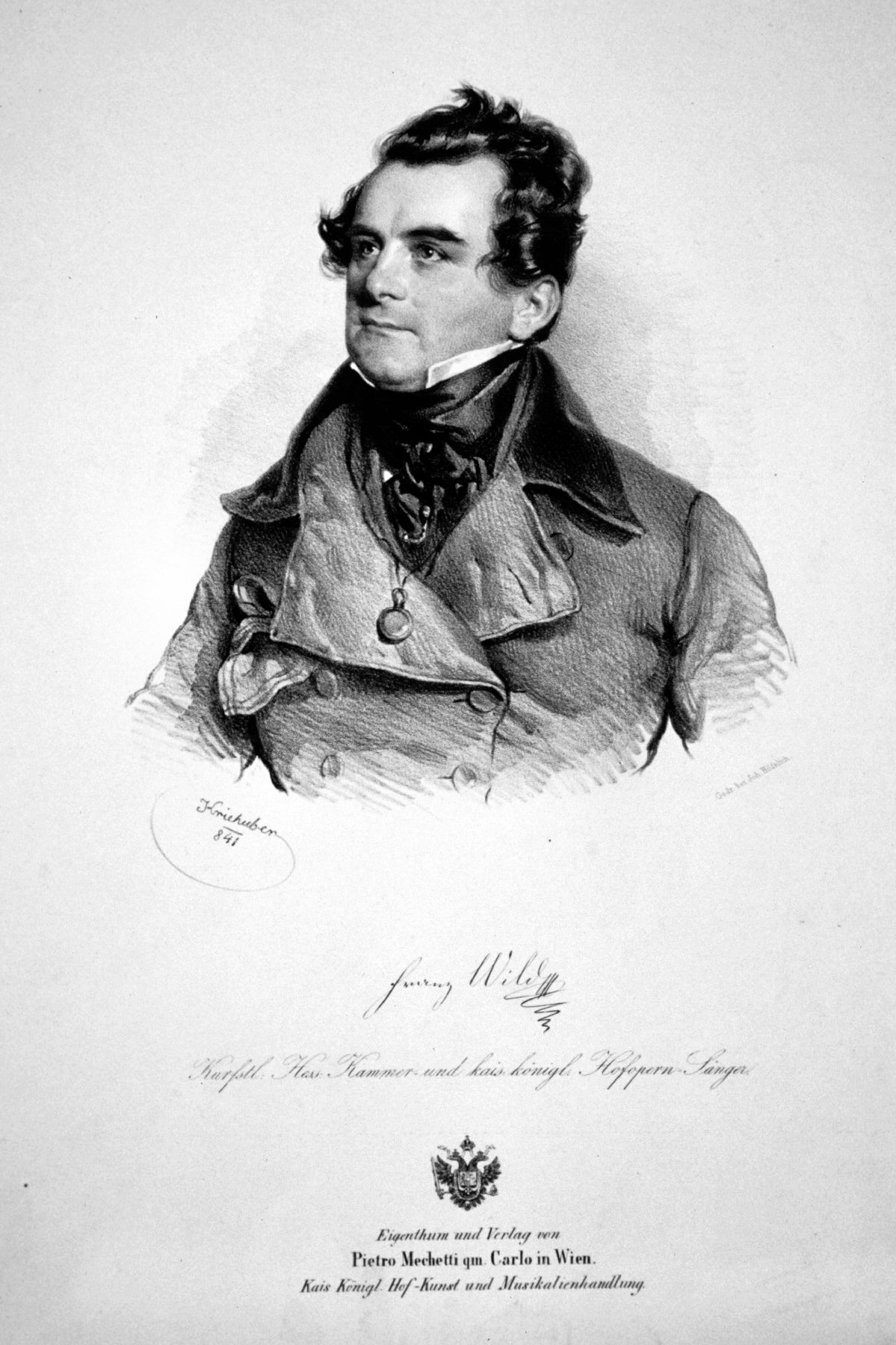
Franz Wild, Lithographie von Josef Kriehuber, 1841

Franz Wild (* 31. Dezember 1791 in Niederhollabrunn, Niederösterreich; † 1. Jänner 1860 in Wien) war ein österreichischer Opernsänger (Tenor) und gehörte zu seiner Zeit zu den meistgefeierten Bühnensängern Wiens.

## Leben
Im Herbst 1799 kam Wild ins Stift Klosterneuburg und wurde dort Sängerknabe des Kirchenchors; unter Leitung von Prosper von Mosel. 1804 schickte man ihn nach Wien zu Antonio Salieri, der ihn nach einer bravourös bestandenen Prüfung in die kaiserliche Hofkapelle aufnahm. Von Anfang an durfte Wild an den wöchentlichen Hofkonzerten à la camera teilnehmen. 1805 sang er in Schloss Schönbrunn Preindls Salve Regina vor Napoleon Bonaparte.
Bald darauf wechselte Wild als Sänger an das Theater in der Josephstadt und von dort holte ihn wenig später Karl Friedrich Hensler ans Leopoldstädter Theater. Dort machte er im Mai 1813 auf sich aufmerksam, als er kurz vor dem Einmarsch der französischen Truppen in Wien vor dem vollbesetzten Theater „Hoch Österreich vor allem“ sang.
1809 wurde er Mitglied der Esterházyschen Privatkapelle zu Eisenstadt. Dort hörte ihn Graf Ferdinand Pálffy von Erdőd und engagiert ihn ans Theater an der Wien, wo er am 11. Juli 1811 zum ersten Mal in der Rolle des „Don Ramiro“ zu sehen war. 1813 wurde er Erster Tenor am Wiener Hofoperntheater und als solcher unternahm er immer wieder kurze Gastspielreisen nach Budapest, Graz, Innsbruck und Prag. Während des Wiener Kongresses sang Wild  (nach eigenem Bekunden) mehrmals vor einem Parterre von Königen. So sang er am  25. Januar 1815 vor der Zarin, von Beethoven begleitet, dessen Adelaide. Dies sollte der letzte öffentliche Auftritt Beethovens als Pianist sein.
1817 wechselte Wild ans Großherzogliche Hoftheater nach Darmstadt. Er blieb dort bis 1825 und wurde in dieser Zeit auch mit dem Titel Kammersänger ausgezeichnet. Auch von hier unternahm er immer wieder Gastspielreisen; u. a. führte ihn eine nach Paris zu Gioacchino Rossini. In Darmstadt wurde er Mitglied der Freimaurerloge Johannes der Evangelist zur Eintracht. 1826 trat er für kurze Zeit am Hoftheater in Kassel auf und 1829 kehrte Wild endgültig nach Wien zurück. Dort war er von 1830 bis 1855 unter Vertrag.
Am 24. Mai 1855 verabschiedete er sich in der Rolle des Abayaldos in Donizettis Dom Sébastien von seinem Publikum. Am 8. November 1857 veranstaltete die Gesellschaft der Musikfreunde in Wien ihm zu Ehren eine Soirée; wo er nochmals kurz als Sänger zu hören war. Am 1. Januar 1860 erlitt Wild einen Schlaganfall und starb einen Tag nach seinem 68. Geburtstag in seinem Haus auf dem Alsergrund (heute etwa Fluchtgasse 6). Wilds Grab mit einem lebensgroßen Denkmal befindet sich heute im Gräberhain des Währinger Friedhofs.

## Zitat
„Wild war klein, fast so klein wie Napoleon der Große, aber seine ganze Persönlichkeit hatte etwas Energisches, Kräftiges, und wenn er sang, wuchs seine Gestalt fast vor unseren Augen. Sein Haar war in der Jugend rabenschwarz und in natürlichen Locken, sein Auge feurig und belebt, zwei buschige Brauen und die scharfgeschnittenen Züge geben seinem edlen Antlitze den Ausdruck stolzer Männlichkeit. Wild's Stimme suchte ihresgleichen. Ein unbeschrieblicher Schmelz und Wohlklang vereinte sich mit einer Kraft und Fülle, die seinem Tone jenen markigen Timbre verliehen, daß er mit unwiderstehlicher Macht zum Herzen drang und das Ohr, das ihn einmal gehört, ihn nie wieder vergaß. Sein Vortrag, seine Schule, seine Deklamation, Gebärde und Aktion waren von höchster Vollendung, seine Begeisterung riß ihn und den Zuhörer mit sich fort und überschritt doch nie die Grenze des Schönen“

## Rollen (Auswahl)
- Don Ramiro – Cendrillon (Nicolas Isouard)
- Tamino – Die Zauberflöte (Wolfgang Amadeus Mozart)
- Johann – Jean de Paris (Boieldieu) (François-Adrien Boieldieu)
- Abayaldos – Dom Sébastien (Gaetano Donizetti)
- Max – Der Freischütz (Carl Maria von Weber)
- Nadori – Jessonda (Louis Spohr)
- Pollione – Norma (Vincenzo Bellini)